# Белозёрка (Сумская область)
Белозёрка (укр. Білозерка) — посёлок, Дубовязовский поселковый совет, Конотопский район, Сумская область, Украина.
Код КОАТУУ — 5922055302. Население по переписи 2001 года составляло 179 человек.

## Географическое положение
Посёлок Белозёрка находится на расстоянии в 2,5 км от пгт Дубовязовка. По селу протекает пересыхающий ручей с запрудой. Около посёлка — большие отстойники.